# Almadén
Almadén er en by og kommune i det sydlige centrale Spanien i provinsen Ciudad Real. Den har et indbyggertal på 4.902 (2024) indbyggere.
Byen ligger omkring 200 km syd for Madrid i Sierra Morena i en højde af 589 m.o.h.
Oprindeligt lå der en romersk, senere maurisk, bebyggelse på stedet, og i 1151 erobrede Alfons 7. af León og Castilien byen, som han gav til Calatrava-ordenen.
Byen er især kendt for sine store kviksølvforekomster, og her er gennem tiden udvundet den største mængde i verden. Det anslås, at omkring 200.000 tons kviksølv er udvundet i minerne her gennem de seneste 2000 år.

## Minedrift
I Almadén finder man de største forekomster i verden af cinnober, af hvilket man udvinder kviksølv. Cinnober blev først brugt som pigment af romerne. Senere blev mineralet primært brugt inden for medicin og alkemi under maurernes herredømme.
I det 16. og 17. århundrede blev minerne administreret af Fugger-familien fra Augsburg som kompensation for lån til den spanske regering. Kviksølv blev meget populært i Amerika i det 16. århundrede, fordi det indgik i amalgamisering, en proces hvorved kviksølven udtrækker metallerne fra guld- og sølvårer. Dermed steg efterspørgslen efter kviksølv, og Almadéns betydning som centrum for udvinding og produktion af kviksølv steg. Størstedelen af den kviksølv, der blev produceret på den tid, blev sendt til Sevilla, hvorfra det blev transporteret til Amerika.
Imidlertid var arbejdet meget farefuldt, og det kneb for Fugger-familien at finde frivillige minearbejdere. For at kompensere herfor blev man enige med den spanske regering om at bruge straffefanger til arbejdet, og de første fanger begyndte at arbejde i minerne i 1566. Senere kom også nordafrikanske slaver til.
I 1645 ophørte Fugger-familiens koncession, og minen overgik til den spanske stat. Efterhånden ophørte brugen af fanger og slaver som minearbejdere, og fra begyndelsen af det 19. århundrede blev minearbejde udelukkende udført af frie arbejdere. I 1835 indgik Rothschild Bank en leasingaftale om minen for al evighed. Prisen herfor var meget høj, men da banken allerede havde erhvervet en tilsvarende mine i østrigste (nu slovenske) Idrija, havde den i praksis monopol på dette kviksølv (indtil det også blev fundet i New Almaden i Californien). Banken satte prisen op, og det betød god indtjening for både den spanske stat og for banken. Den evige leasingaftale holdt dog ikke, idet Spanien krævede og fik minen tilbage allerede i 1863.
I 1916 blev der nedsat et råd til at styre minen, og det introducerede ny teknologi og større sikkerhed. I 1941, lige efter den spanske borgerkrig, blev der produceret den største mængde kviksølv nogensinde, nemlig 82.000 flasker (à 34,46 kg). I 1970'erne faldt prisen på kviksølv markant fra 571 US$ i 1965 til 121 US$ i 1976, hvilket gjorde økonomisk planlægning yderst vanskelig. I 2000 blev minerne så endegyldigt lukket som følge af manglende efterspørgsel på verdensmarkedet, men området har fortsat den største kviksølvsreserve i verden.
Der er åbnet et museum på stedet, og herfra er der adgang til en del af minerne (områder fra 16. til 20. århundrede).
Minerne er sammen med den tilsvarende kviksølvmine i Idrija optaget på UNESCOs verdensarvsliste.